# 십자가 목걸이

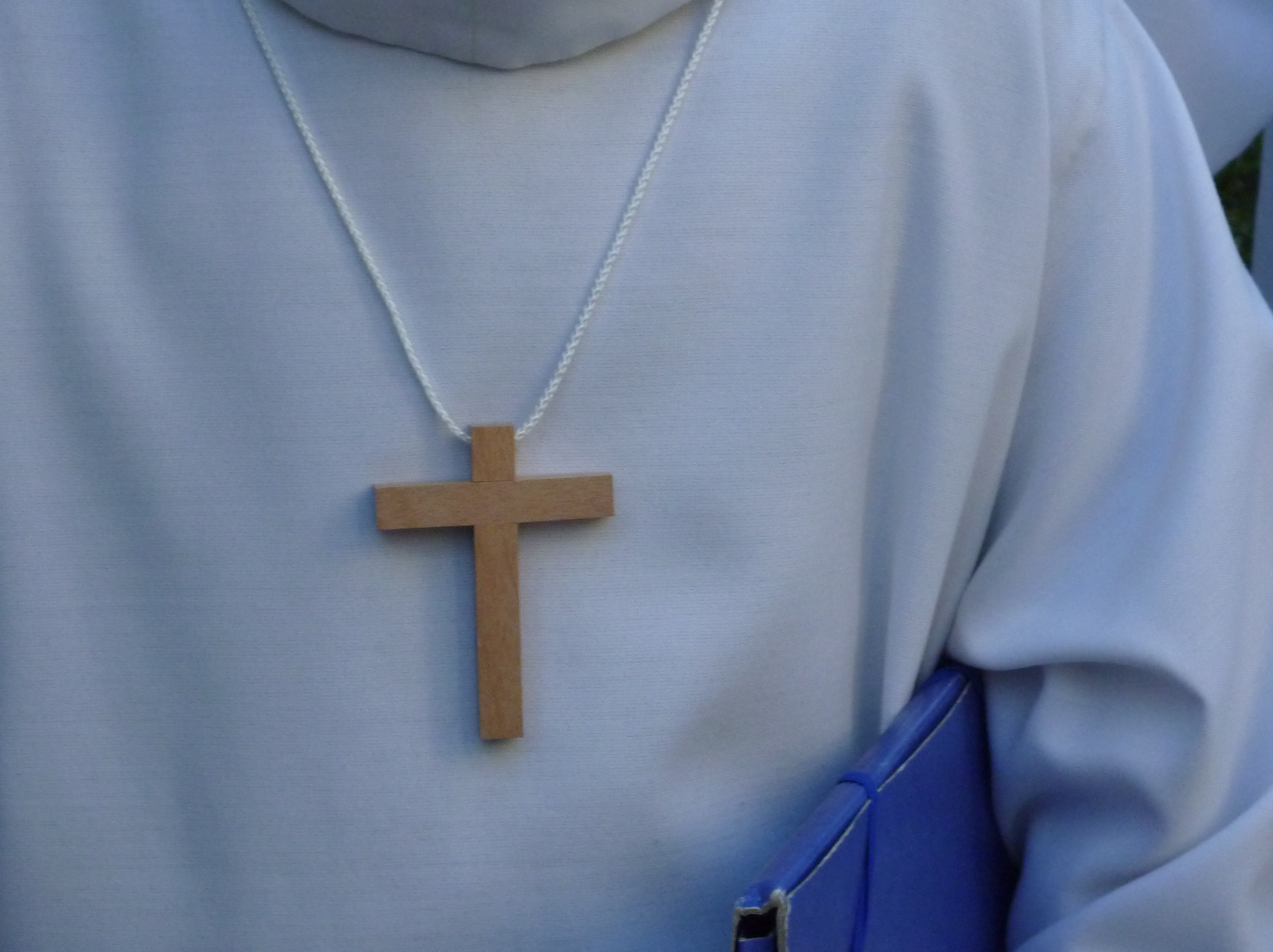
십자가 목걸이

십자가 목걸이는 십자가나 십자고상을 펜던트로 한 목걸이다.
십자가는 종종 기독교 신앙에 대한 헌신의 표시로 착용되며 세례와 견진과 같은 의식을 위해 선물로 받기도 한다. 동방 정교회와 오리엔트 정교회의 성찬례 참석자는 항상 세례용 십자가 목걸이를 착용해야 한다.
일부 기독교인들은 십자가를 착용하면 악으로부터 보호받을 수 있다고 믿는다. 또한 기독교인과 비기독교인 모두 십자가 목걸이를 패션 장신구로도 착용한다.